# Siphonoglossa pilosella
Siphonoglossa pilosella là một loài thực vật có hoa trong họ Ô rô. Loài này được (Nees) Torr. miêu tả khoa học đầu tiên năm 1859.